# Hans Hermann (compositeur)
Pour les articles homonymes, voir Hans Hermann.
Hans Hermann, né le 17 août 1870 à Leipzig et mort le 18 mai 1931 à Berlin, est un compositeur allemand.

## Biographie
Il fait ses études avec Wilhelm Rust à Leipzig, avec E. Kretschmer à Dresde et avec Heinrich von Herzogenberg à Berlin. Il commence sa carrière de contrebassiste à l'âge de dix-huit ans dans plusieurs orchestres européens avant d'enseigner au Conservatoire Klindworth-Scharwenka (en) de Berlin de 1901 à 1907. Entre 1907 et 1927, il vit à Dresde puis retourne à Berlin.

## Œuvres
Il a publié une centaine de lieder dont certains sont encore très connus. Il sait notamment imiter le style simple de la ballade traditionnelle. Il a aussi écrit une symphonie, sous titrée « Lebensspisoden », une œuvre scénique (Der rote Pimpernell), ainsi que des pièces pour clarinette et piano.